# Aeroportul Regional McKellar-Sipes
Aeroportul Regional McKellar-Sipes (IATA: MKL, ICAO: KMKL, FAA LID: MKL) este un aeroport din Tennessee, Statele Unite ale Americii ce deservește zona Jackson⁠(d). Aeroportul a fost tranzitat în 2019 de 11.582 de pasageri. A fost numit după Kenneth McKellar⁠(d).
Situat la o altitudine de 132 m, aeroportul dispune de 1 pistă.

## Infrastructură

### Piste
Aeroportul dispune de o singură pistă. Pista 02/20 are suprafața de asfalt și dimensiunile 6.006 picioare × 150 picioare. 